# Liste des arrêts de la Cour suprême des États-Unis, volume 372
Ceci est une liste des arrêts de la Cour suprême des États-Unis du volume 372 de l’United States Reports (1963) :

## Liste
- New Jersey v. New York, S. & W. R. Co., 372 U.S. 1 (1963)
- McCulloch v. Sociedad Nacional de Marineros de Honduras, 372 U.S. 10 (1963)
- Incres S. S. Co. v. Maritime Workers, 372 U.S. 24 (1963)
- United States v. National Dairy Products Corp., 372 U.S. 29 (1963)
- United States v. Gilmore, 372 U.S. 39 (1963)
- United States v. Patrick, 372 U.S. 53 (1963)
- Bantam Books, Inc. v. Sullivan, 372 U.S. 58 (1963)
- Northern Natural Gas Co. v. Kansas Corporation Comm'n, 372 U.S. 84 (1963)
- Gallick v. Baltimore & Ohio R. Co., 372 U.S. 108 (1963)
- Schulde v. Commissioner, 372 U.S. 128 (1963)
- Kennedy v. Mendoza-Martinez, 372 U.S. 144 (1963)
- Simler v. Conner, 372 U.S. 221 (1963) (per curiam)
- Schneider v. Rusk, 372 U.S. 224 (1963) (per curiam)
- Board of Comm'rs of Jefferson County v. City and County of Denver, 372 U.S. 226 (1963) (per curiam)
- Rudnicki v. Cox, 372 U.S. 226 (1963) (per curiam)
- King County v. F. L. Hartung Glass Co., 372 U.S. 227 (1963) (per curiam)
- Chupka v. Lorenz-Schneider Co., 372 U.S. 227 (1963) (per curiam)
- Sheldon v. Fannin, 372 U.S. 228 (1963) (per curiam)
- Edwards v. South Carolina, 372 U.S. 229 (1963)
- National Motor Freight Traffic Assn., Inc. v. United States, 372 U.S. 246 (1963) (per curiam)
- Harrison v. Missouri Pacific R. Co., 372 U.S. 248 (1963) (per curiam)
- White Stag Mfg. Co. v. Ellis, 372 U.S. 251 (1963) (per curiam)
- Patterson v. Dallas, 372 U.S. 251 (1963) (per curiam)
- Bearden v. United States, 372 U.S. 252 (1963) (per curiam)
- White Motor Co. v. United States, 372 U.S. 253 (1963)
- Locomotive Engineers v. Baltimore & Ohio R. Co., 372 U.S. 284 (1963) (per curiam)
- Townsend v. Sain, 372 U.S. 293 (1963)
- Gideon v. Wainwright, 372 U.S. 335 (1963)
- Douglas v. California, 372 U.S. 353 (1963)
- Gray v. Sanders, 372 U.S. 368 (1963)
- Fay v. Noia, 372 U.S. 391 (1963)
- Lane v. Brown, 372 U.S. 477 (1963)
- Draper v. Washington, 372 U.S. 487 (1963)
- Drivers v. Riss & Co., 372 U.S. 517 (1963) (per curiam)
- Cole v. Manning, 372 U.S. 521 (1963) (per curiam)
- Craig v. Bennett, 372 U.S. 521 (1963) (per curiam)
- Fields v. South Carolina, 372 U.S. 522 (1963) (per curiam)
- Machinists v. Electrical Workers, 372 U.S. 523 (1963) (per curiam)
- Birmingham Ice & Cold Storage Co. v. Southern R. Co., 372 U.S. 524 (1963) (per curiam)
- Jefferson Warehouse & Cold Storage Co. v. United States, 372 U.S. 525 (1963) (per curiam)
- Walker v. United States, 372 U.S. 526 (1963) (per curiam)
- Robinson v. United States, 372 U.S. 527 (1963) (per curiam)
- Lynumn v. Illinois, 372 U.S. 528 (1963)
- Gibson v. Florida Legislative Investigation Comm., 372 U.S. 539 (1963)
- Bush v. Texas, 372 U.S. 586 (1963) (per curiam)
- Michigan Nat. Bank v. Robertson, 372 U.S. 591 (1963) (per curiam)
- Tar Asphalt Trucking Co. v. United States, 372 U.S. 596 (1963) (per curiam)
- Peterson v. Allen Circuit Court, 372 U.S. 596 (1963) (per curiam)
- Weyerhauser S. S. Co. v. United States, 372 U.S. 597 (1963)
- State Tax Comm'n of Utah v. Pacific States Cast Iron Pipe Co., 372 U.S. 605 (1963) (per curiam)
- Harshman v. United States, 372 U.S. 607 (1963) (per curiam)
- Parker v. United States, 372 U.S. 608 (1963) (per curiam)
- Dugan v. Rank, 372 U.S. 609 (1963)
- Fresno v. California, 372 U.S. 627 (1963)
- Wolf v. Weinstein, 372 U.S. 633 (1963)
- Arrow Transp. Co. v. Southern R. Co., 372 U.S. 658 (1963)
- Machinists v. Central Airlines, Inc., 372 U.S. 682 (1963)
- Dixilyn Drilling Corp. v. Crescent Towing & Salvage Co., 372 U.S. 697 (1963) (per curiam)
- Basham v. Pennsylvania R. Co., 372 U.S. 699 (1963) (per curiam)
- Lester C. Newton Trucking Co. v. United States, 372 U.S. 702 (1963) (per curiam)
- Johnson v. Mississippi, 372 U.S. 702 (1963) (per curiam)
- Johnson v. California, 372 U.S. 703 (1963) (per curiam)
- Karpel v. California, 372 U.S. 703 (1963) (per curiam)
- Salt River Project Agricultural Improvement & Power Dist. v. Mesa, 372 U.S. 704 (1963) (per curiam)
- Daniels v. United States, 372 U.S. 704 (1963) (per curiam)
- Meyerkorth v. Nebraska, 372 U.S. 705 (1963) (per curiam)
- Johnson v. Dowd, 372 U.S. 705 (1963) (per curiam)
- Craig v. Indiana, 372 U.S.  706 (1963) (per curiam)
- Barber v. Virginia, 372 U.S.  706 (1963) (per curiam)
- Thompson v. Indiana, 372 U.S.  707 (1963) (per curiam)
- Holloman v. Virginia, 372 U.S.  707 (1963) (per curiam)
- Luckman v. Dunbar, 372 U.S.  708 (1963) (per curiam)
- Puntari v. Pennsylvania, 372 U.S.  708 (1963) (per curiam)
- Collins v. California, 372 U.S.  708 (1963) (per curiam)
- Fuqua v. Mississippi, 372 U.S.  709 (1963) (per curiam)
- Holmes v. California, 372 U.S.  710 (1963) (per curiam)
- Symons v. California, 372 U.S.  711 (1963) (per curiam)
- Tucker v. Indiana, 372 U.S.  712 (1963) (per curiam)
- Williams v. California, 372 U.S.  713 (1963) (per curiam)
- Colorado Anti-Discrimination Comm'n v. Continental Air Lines, Inc., 372 U.S.  714 (1963)
- Ferguson v. Skrupa, 372 U.S.  726 (1963)
- Downum v. United States, 372 U.S.  734 (1963)
- ICC v. New York, N. H. & H. R. Co., 372 U.S.  744 (1963)
- Williams v. Zuckert, 372 U.S.  765 (1963) (per curiam)
- Rice v. Wainwright, 372 U.S.  766 (1963) (per curiam)
- Hatten v. Wainwright, 372 U.S.  766 (1963) (per curiam)
- Giles v. Maryland, 372 U.S.  767 (1963) (per curiam)
- Weigner v. Russell, 372 U.S.  767 (1963) (per curiam)
- Garner v. Pennsylvania, 372 U.S.  768 (1963) (per curiam)
- Vecchiolli v. Maroney, 372 U.S.  768 (1963) (per curiam)
- Watt v. Wainwright, 372 U.S.  769 (1963) (per curiam)
- Arnold v. Director, Florida Div. of Corrections, 372 U.S.  769 (1963) (per curiam)
- Haynes v. Florida, 372 U.S.  770 (1963) (per curiam)
- Patterson v. Newport News Redevelopment & Housing Authority, 372 U.S.  770 (1963) (per curiam)
- Tiller v. California, 372 U.S.  771 (1963) (per curiam)
- Patterson v. Newport News, 372 U.S.  771 (1963) (per curiam)
- Treadwell Constr. Co. v. United States, 372 U.S.  772 (1963) (per curiam)
- Walker v. Randolph, 372 U.S.  773 (1963) (per curiam)
- LaForge v. Wainwright, 372 U.S.  774 (1963) (per curiam)
- Tyler v. North Carolina, 372 U.S.  775 (1963) (per curiam)
- Patterson v. Warden, Md. Penitentiary, 372 U.S.  776 (1963) (per curiam)
- Lindner v. Nash, 372 U.S.  777 (1963) (per curiam)
- Tull v. Wainwright, 372 U.S.  778 (1963) (per curiam)
- Douglas v. Wainwright, 372 U.S.  779 (1963) (per curiam)
- Jordan v. Wiman, 372 U.S.  780 (1963) (per curiam)
- Doughty v. Maxwell, 372 U.S.  781 (1963) (per curiam)
- Hartsfield v. Wainwright, 372 U.S.  782 (1963) (per curiam)

## Source
- (en) Cet article est partiellement ou en totalité issu de l’article de Wikipédia en anglais intitulé « List of United States Supreme Court cases, volume 372 » (voir la liste des auteurs).